# Live (álbum de Simone & Simaria)
Live é o segundo álbum ao vivo da dupla brasileira Simone & Simaria, lançado em 28 de outubro de 2016 pela gravadora Universal Music. O projeto foi gravado no dia 27 de abril de 2016 na Chácara Panarello em Goiânia. Foi indicado ao Grammy Latino de 2017 de Melhor Álbum de Música Sertaneja.

## Sobre o álbum

### Participações
O projeto contou com as participações das duplas Bruno & Marrone e Jorge & Mateus nas canções "Te Amo Chega Dá Raiva" e "Amor Mal Resolvido" respectivamente.

### Figurino
A dupla utilizou três figurinos no show. Eles foram desenhados pela estilista Karla Lourenço, de Fortaleza, os vestidos e um macacão trouxeram rendas e decote, muito sensuais mostrando a boa forma das artistas.

### Cenário
O show teve um cenário grandioso teve 400m² de LED no palco, criando uma ambientação diferente em cada canção. Essa tecnologia foi a mesma utilizada por Madonna na Confessions Tour.

## Lista de faixas
| N.º | Título                                          | Compositor(es)                                                                  | Duração |  |
| 1.  | "Regime Fechado"                                | Thiago Alves Hiago Vinicius Jenner Melo Samuel Alves Natanael Silva Juan Marcos | 3:52    |  |
| 2.  | "126 Cabides"                                   | Tatau                                                                           | 3:42    |  |
| 3.  | "Duvido Você Não Tomar Uma"                     | Tierry de Araujo Paixão Costa                                                   | 3:10    |  |
| 4.  | "Amando Por Um"                                 | Paula Mattos Marco Aurelio Loirane Pereira                                      | 3:41    |  |
| 5.  | "Te Amo Chega Dá Raiva" (part. Bruno & Marrone) | Costa                                                                           | 3:37    |  |
| 6.  | "Agora e Sempre"                                | Paulynho Paixão                                                                 | 3:40    |  |
| 7.  | "Amor de Motel"                                 | Juarez Pires De Moura Neto                                                      | 3:46    |  |
| 8.  | "Chora Boy"                                     | Costa                                                                           | 2:52    |  |
| 9.  | "Defeitos"                                      | Costa                                                                           | 3:36    |  |
| 10. | "Bom Substituto"                                | Pereira Vitória Vargas                                                          | 3:52    |  |
| 11. | "Legítima Defesa"                               | Fátima Leão Waléria Leão Alexandre Monteiro                                     | 3:48    |  |
| 12. | "Amor Mal Resolvido" (part. Jorge & Mateus)     | Victor Hugo Philipe Pancadinha                                                  | 3:18    |  |
| 13. | "Fica Com Essa Bandida"                         | Dilauri Simone Simaria Mendes Rocha Escrig                                      | 3:24    |  |
| 14. | "Quem Me Viu Mentiu"                            | Breno Casagrande Samir Costa                                                    | 3:07    |  |
| 15. | "Meu Violão e o Nosso Cachorro"                 | Escrig Manoel Nivardo Da Silva Leite                                            | 3:34    |  |
| 16. | "Quando o Mel é Bom"                            | Ellen Nery Escrig Leite                                                         | 4:02    |  |

Créditos adaptados do Tidal.

## Desempenho nas tabelas musicais
CD
| Parada musical (2016)        | Melhor posição |
| ---------------------------- | -------------- |
| Brasil (TOP 20 Semanal ABPD) | 6              |

DVD
| Parada musical (2016)        | Melhor posição |
| ---------------------------- | -------------- |
| Brasil (TOP 20 Semanal ABPD) | 1              |